# Callow (Herefordshire)
Pour les articles homonymes, voir Callow.
Callow est une paroisse civile et un village du Herefordshire, en Angleterre.